# Открытый чемпионат Китая по теннису 2010
Открытый чемпионат Китая 2010 — ежегодный профессиональный теннисный турнир в серии ATP 500 для мужчин и WTA Premier Mandatory для женщин. Соревнование традиционно проводится на открытых хардовых кортах в Пекине (Китай) с прошли с 1 по 11 октября.
Прошлогодние победители:
- мужской одиночный разряд —  Новак Джокович
- женский одиночный разряд —  Светлана Кузнецова
- мужской парный разряд —  Боб Брайан /  Майк Брайан
- женский парный разряд —  Се Шувэй /  Пэн Шуай

## Соревнования

### Мужчины одиночки
Новак Джокович обыграл  Давида Феррера со счётом 6-2, 6-4.
- Новак выигрывает второй турнир в году. Вновь это турнир категории ATP 500.
- Давид уступает третий из четырёх своих финалов в сезоне.

### Женщины одиночки
Каролина Возняцки обыграла  Веру Звонарёву со счётом 6-3, 3-6, 6-3.
- Возняцки выигрывает свой шестой титул в сезоне и впервые побеждает на соревнованиях подобного уровня.
- Звонарёва проигрывает свой пятый финал за год.

### Мужчины пары
Боб Брайан /  Майк Брайан обыграли  Марцина Матковского /  Мариуша Фирстенберга со счётом 6-1, 7-6(5).
- Братья выигрывают свой 10-й титул в году.
- Поляки уступают свой второй финал в сезоне.

### Женщины пары
Ольга Говорцова /  Чжуан Цзяжун обыграли  Хиселу Дулко /  Флавию Пеннетту со счётом 7-6(2), 1-6, [10-7].
- Чжуан выигрывает второй титул в году, а Говорцова — первый.
- Итало-аргентинский дуэт уступает второй финал в году. Оба турнира имели высшую категорию — Premier Mandatory.